# Harry Liversedge
Harry Bluett Liversedge (ur. 21 września 1894 w Volcano w Kalifornii, zm. 25 listopada 1951 w Bethesda) – amerykański dowódca wojskowy, generał brygadier, w młodości lekkoatleta (specjalista pchnięcia kulą), medalista olimpijski z 1920.
Studiował na Uniwersytecie Kalifornijskim w Berkeley w latach 1914–1917. W tym czasie uprawiał lekkoatletykę, futbol amerykański i rugby. Zdobył mistrzostwo USA (IC4A) w pchnięciu kulą w 1916. W 1917 rozpoczął służbę w United States Marine Corps. Służył podczas I wojny światowej we Francji. We wrześniu 1918 został awansowany na stopień second lieutenant (podporucznika), a w lipcu 1919 otrzymał stopień lieutenant (porucznika). W sierpniu 1919 powrócił do Stanów Zjednoczonych, gdzie kontynuował służbę wojskową.
Zdobył brązowy medal w pchnięciu kulą na igrzyskach olimpijskich w 1920 w Antwerpii za Finami Ville Pörhölą i Elmerem Niklanderem. Wcześniej w tym roku zdobył wicemistrzostwo Stanów Zjednoczonych (AAU) w tej konkurencji.
Liversedge służył głównie w bazie US Marines w Quantico w Wirginii. Odbywał również misje na Haiti i w Chinach. Został kapitanem w styczniu 1930. W latach 1933–1935 służył na pancerniku USS „California”. W lipcu 1936 otrzymał stopień majora, a w sierpniu 1940 podpułkownika.
Po włączeniu się Stanów Zjednoczonych do II wojny światowej został przeniesiony w styczniu 1942 na Samoa Amerykańskie. Od maja tego roku miał stopień pułkownika. Dowodził zajęciem Puvuvu na Wyspach Russella. Od 1943 był dowódcą pułku marines. Za walki na Nowej Georgii został uhonorowany Navy Cross.
Jako dowódca 28 Pułku Marines wziął udział w desancie na Iwo Jimę. Żołnierze jego jednostki zatknęli amerykański sztandar na górze Suribachi, co zostało uwiecznione słynnym zdjęciem wykonanym przez Joe Rosenthala. Za tę bitwę Liversedge otrzymał ponownie Navy Cross.
Od maja 1948 nosił stopień generała brygadiera. W latach 1949–1950 dowodził Fleet Marine Force na Guamie. Jego ostatnim stanowiskiem służbowym było kierowanie rezerwą Marine Corps. Jest pochowany na Cmentarzu Narodowym w Arlington.